# Marie-Josée Morneauová
Marie-Josée Morneauová (* 4. prosince 1969) je bývalá kanadská zápasnice – judistka.

## Sportovní kariéra
Vrcholově se připravovala v Montréalu pod vedením Raymonda Damblanta. V širším výběru kanadské ženské reprezentace se pohybovala od konce osmdesátých let dvacátého století. V roce 1996 se jí podařilo shodit ze střední váhy do 66 kg váhu do 57 kg a uspět v kanadské olympijské nominaci pro start na olympijských hrách v Atlantě. V Atlantě nestačila v úvodním kole na Japonku Noriko Mizogučiovou. Sportovní kariéru ukončila v roce 1999. Pracuje jako psychoterapeutka.

## Výsledky
| Turnaj                  | 1992         | 1993         | 1994         | 1995 | 1996       | 1997       | 1998       |
| Turnaj                  | 23           | 24           | 25           | 26   | 27         | 28         | 29         |
| Turnaj                  | střední váha | střední váha | střední váha |      | lehká váha | lehká váha | lehká váha |
| ----------------------- | ------------ | ------------ | ------------ | ---- | ---------- | ---------- | ---------- |
| Olympijské hry          | —            |              |              |      | úč.        |            |            |
| Mistrovství světa       |              | —            |              | —    |            | —          |            |
| Panamerické hry         |              |              |              | —    |            |            |            |
| Panamerické mistrovství | —            |              | —            |      | 3.         | —          | —          |